# John Dankworth
Sir John Phillip William („Johnny”) Dankworth (ur. 20 września 1927 w Woodford, zm. 6 lutego 2010 w Marylebone) – brytyjski muzyk jazzowy, saksofonista altowy, aranżer i kompozytor.

## Życiorys
Jako dziecko uczył się gry na skrzypcach i fortepianie, później na klarnecie i saksofonie. W latach 1944–1946 studiował w Królewskiej Akademii Muzycznej w Londynie, następnie przez pewien czas zarabiał grając na statkach transatlantyckich. Podczas pobytu w Nowym Jorku w 1947 roku trafił na koncert Charliego Parkera, który wywarł silny wpływ na jego drogę twórczą. W 1950 roku założył własny septet, a trzy lata później big-band. Występował z takimi artystami jazzowymi jak Kenny Wheeler, Don Rendell, Danny Moss i Dudley Moore.
Od 1957 roku był mężem wokalistki jazzowej Cleo Laine, której często akompaniował. Komandor Orderu Imperium Brytyjskiego (1974). W 2006 roku otrzymał tytuł szlachecki.

## Twórczość
W swojej twórczości łączył swing z elementami bebopu. Orkiestra Dankwortha cechowała się brakiem sekcji saksofonów, której miejsce zajmowali muzycy-soliści.
Był autorem takich kompozycji jak Improvisations (1959; wspólnie z Mátyásem Seiberem), What the Dickens (1963), All that Jazz (1964), Zodiac Variations (1964), Million Dollar Collection (1967), Escapade (1967), Tom Sawyer’s Saturday (1967), kwartetu smyczkowego (1971), koncertu fortepianowego (1972). Pisał także muzykę do filmów, m.in. The Criminal (1960), Z soboty na niedzielę (1960), Służący (1963), Darling (1965), Modesty Blaise (1966), Return from the Ashes (1965), The Last Grenade (1970), 10 Rillington Place (1971).